# Kacjaryna Karstėn
Kacjaryna Anatoleŭna Karstėn, nata Khadatovich (Хадатовіч) (in bielorusso Кацярына Анатолеўна Карстэн?; Minsk, 2 giugno 1972), è una canottiera bielorussa, vincitrice di cinque medaglie olimpiche: oro a Atlanta 1996 e Sydney 2000, argento a Atene 2004 e bronzo a Barcellona 1992 e Pechino 2008.
Nel 1998 Kacjaryna Khadatovich ha sposato un uomo d'affari tedesco, Wilfried Karsten, del quale ha preso il cognome e si è trasferita in Germania.

## Palmarès
- Olimpiadi

Barcellona 1992: bronzo nel quattro di coppia (per la  Squadra Unificata).
Atlanta 1996: oro nel singolo.
Sydney 2000: oro nel singolo.
Atene 2004: argento nel singolo.
Pechino 2008: bronzo nel singolo.
- Campionati del mondo di canottaggio

1999 - St. Catharines: oro nel singolo.
2001 - Lucerna: bronzo nel singolo.
2002 - Siviglia: argento nel singolo.
2003 - Milano: bronzo nel singolo.
2005 - Kaizu: oro nel singolo.
2006 - Eton: oro nel singolo.
2007 - Monaco di Baviera: oro nel singolo.
2009 - Poznań: oro nel singolo.
2010 - Lago Karapiro: argento nel singolo.
2011 - Bled: argento nel singolo.
2013 - Chungju: bronzo nel 2 di coppia.
- Campionati europei di canottaggio

2017 - Račice: argento nel singolo.